# Kallifóni
Kallifóni är en ort i Grekland.   Den ligger i prefekturen Nomós Kardhítsas och regionen Thessalien, i den centrala delen av landet, 210 km nordväst om huvudstaden Aten. Kallifóni ligger 159 meter över havet och antalet invånare är 1 208.
Terrängen runt Kallifóni är platt åt nordost, men åt sydväst är den kuperad.Runt Kallifóni är det ganska glesbefolkat, med 25 invånare per kvadratkilometer. Närmaste större samhälle är Karditsa, 10,3 km norr om Kallifóni. Trakten runt Kallifóni består till största delen av jordbruksmark.